# Vera Kublanovskaya
Vera Nikolaevna Kublanovskaya (née Totubalina; 21 de novembro de 1920 – 21 de fevereiro de 2012) foi uma matemática russa, conhecida por seu trabalho sobre o desenvolvimento de métodos computacionais para resolver problemas espectrais de álgebra. Propôs o algoritmo QR para a determinação de autovalores e autovetores em 1961, que foi considerado um dos ez mais importantes algoritmos do século XX. Este algoritmo foi proposto independentemente pelo cientista da computação inglês John G. F. Francis em 1959.

## Vida pregressa
Vera Kublanovskaya nasceu em novembro de 1920 em Krokhona, uma vila perto de Belozersk no Oblast de Vologda, [Rússia]]. Nasceu em uma família de agricultores e pescadores como nove filhos. Morreu com 91 anos de idade em fevereiro de 2012.

## Formação
Vera Kublanovskaya iniciou sua educação superior em 1939 no Instituto Pedagógico Gertzen em Leningrado. Lá foi incentivada a seguir carreira em matemática. Passou a estudar matemática na Universidade Estatal de Leningrado em 1945 e se formou em 1948. Após a graduação juntou-se à seção de Leningrado do Instituto de Matemática Steklov da Academia de Ciências da Rússia, onde permaneceu por 64 anos de sua vida.
Em 1955 obteve um primeiro doutorado em aplicação de continuação analítica a métodos numéricos. Em 1972 obteve um segundo doutorado sobre o uso de transformações ortogonais para resolver problemas algébricos.
Em outubro de 1985 recebeu um doutorado honorário da Universidade de Umeå, Suécia, com a qual tem colaborado.

## Trabalhos científicos
Durante seu primeiro doutorado juntou-se ao grupo de Leonid Kantorovich que estava trabalhando no desenvolvimento de uma linguagem computacional universal na então União Soviética. Sua tarefa era selecionar e classificar operações matriciais que são úteis em álgebra linear numérica.
Seus trabalhos subsequentes foram fundamentais para promover a pesquisa matemática e o desenvolvimento de software. Ela é mencionada no Book of Proofs.

## Publicações
- On some algorithms for the solution of the complete eigenvalue problem [6]
- On a method of solving the complete eigenvalue problem for a degenerate matrix [7]
- Methods and algorithms of solving spectral problems for polynomial and rational matrices [8]
- To solving problems of algebra for two-parameter matrices. V [9]
- To solving problems of algebra for two-parameter matrices. IX [10]